# Milton Viera
Milton Viera Rivero, né le 11 mai 1946 à Rio de Janeiro au Brésil, est un joueur de football international uruguayen, qui évoluait au poste de milieu de terrain.
Son père, Ondino, était également footballeur.

## Biographie

### Carrière en club
Avec le Club Nacional, il remporte deux championnats d'Uruguay, et atteint par deux fois la finale de la Copa Libertadores, en étant battu par le CA Independiente puis par le Racing Club. Avec le Club Atlético Peñarol, il atteint une nouvelle fois la finale de la Copa Libertadores, en étant battu par l'Estudiantes de La Plata. Il remporte tout de même la Supercoupe intercontinentale en 1969.
Avec le club grec de l'Olympiakos, il remporte deux championnats de Grèce et deux Coupes de Grèce. Il remporte à nouveau un championnat de Grèce et une Coupe de Grèce avec l'AEK Athènes.
Avec l'Olympiakos et l'AEK, il dispute 11 matchs en Coupe d'Europe des clubs champions. Il inscrit deux buts dans cette compétition : contre le Celtic Glasgow, puis contre Anderlecht sur penalty.

### Carrière en sélection
Avec l'équipe d'Uruguay, il joue cinq matchs et inscrit un but lors de l'année 1966. 
Il figure dans le groupe des sélectionnés lors de la Coupe du monde de 1966. Lors du mondial organisé en Angleterre, il joue trois matchs : contre l'Angleterre, la France et le Mexique.

## Palmarès
| Club Nacional - Championnat d'Uruguay (2) : - Champion : 1963, 1966. - Vice-champion : 1962, 1965 et 1967. - Copa Libertadores : - Finaliste : 1964 et 1967. |  | Peñarol - Championnat d'Uruguay : - Vice-champion : 1969, 1970, 1971 et 1972. - Copa Libertadores : - Finaliste : 1970. - Supercoupe intercontinentale (1) : - Vainqueur : 1969. |

| Olympiakos - Championnat de Grèce (2) : - Champion : 1972-73, 1973-74 et 1974-75. - Vice-champion : 1976-77. - Coupe de Grèce (2) : - Vainqueur : 1972-73 et 1974-75. - Finaliste : 1973-74 et 1975-76 |  | AEK Athènes - Championnat de Grèce (2) : - Champion : 1977-78 et 1978-79. - Coupe de Grèce (1) : - Vainqueur : 1977-78. - Finaliste : 1978-79 |